# Сулейманов, Джамбулат Шарпудинович
Джамбула́т Шарпуди́нович Сулейма́нов (чечен. СулеймангӀеран Шарпудин воI Жамболат; род. 1972, Аргун, Чечено-Ингушская АССР) — чеченский политический и военный деятель, учёный-лингвист, филолог, этнограф, историк, поэт. Руководитель Комитета по защите Государственной основы ЧРИ «Толам» (КЗ ГО ЧРИ «Победа»), учредитель и руководитель общественно-политической ассоциации «Барт-Маршо» («Единство и Свобода»). Активный участник первой и второй российско-чеченских войн за независимость Чеченской Республики Ичкерия от РФ, был командиром батальона ВС ЧРИ, заместителем амира Исламского джамаата салафия. Награждён высшей государственной наградой ЧРИ — орденом: «Къоман Турпал» («Герой Нации»).

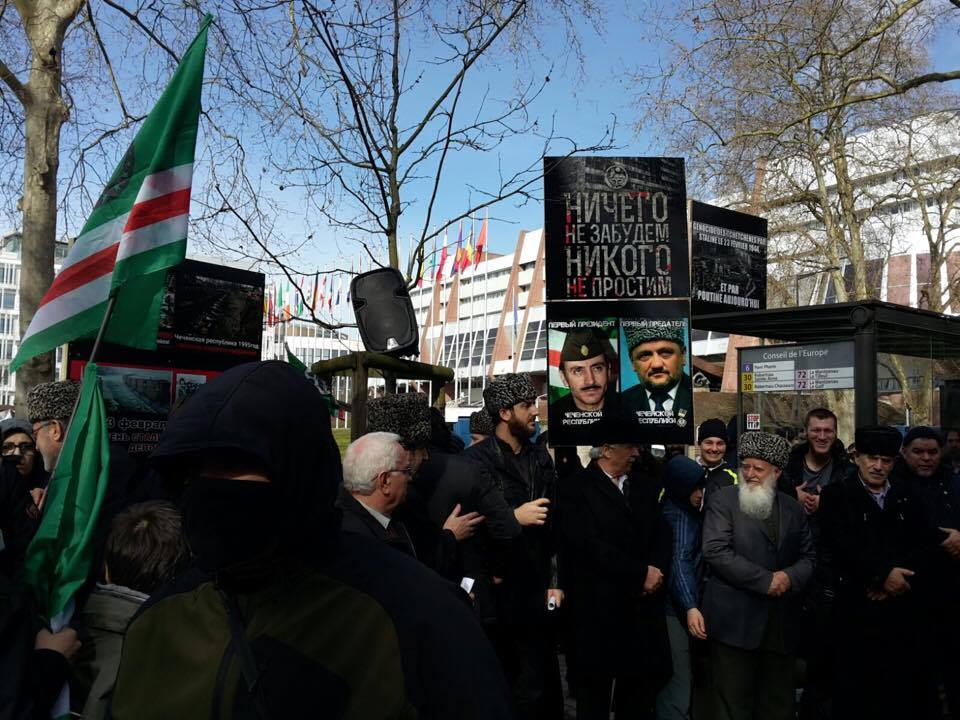
Джамбулат Сулейманов (на фото) с микрофоном в руке. Митинг в Страсбурге в память о депортации чеченцев и ингушей (23 февраля 2017 года).

## Биография

### Происхождение
По национальности чеченец из тайпа Цонтарой. Он родился в Аргуне Чечено-Ингушской АССР. Учился на историческом факультете Грозненского Государственного Университета, но не успел его закончить из-за начавшейся в 1994 году российско-чеченской войны.

### Специальность
Специализируется на истории чеченцев и кавказских народов, является автором работ на историческую тематику, а также учёным-лингвистом, филологом, этнографом и поэтом.

### Российско-чеченские войны
В 1990-х и 2000-х годах он был активным участником чеченского сопротивления во время войн России с Чеченской Республикой Ичкерия. Командовал батальоном в составе вооруженных сил Чеченской Республики Ичкерия, а также был заместителем амира Исламского Джамаата Салафи. В результате боестолкновения был ранен в правое колено. После вывода российских войск из ЧРИ в 1996 году полгода проживал в Малайзии, будучи послом Ичкерии в этой стране. Вернувшись в Ичкерию, работал преподавателем до Второй российско-чеченской войны. В ходе второго российско-чеченского конфликта, по его собственным словам, начал войну на костылях и 4 месяца воевал с ранением в ногу. Возглавлял группу в структуре Восточного фронта ВС ЧРИ. После чего, по поручению Президента Масхадова, эмигрировал в Катар. Позже он переехал в Баку (Азербайджан). Затем оттуда в 2006 году перебрался во Францию, где в 2007 году ему был предоставлен статус беженца. Работал водителем.

### Общественно-политическая деятельность
В 2017 году возглавил общественно-политическую ассоциацию «Барт Маршо», штаб-квартира которой находится в городе Страсбург, Франция. В 2019 году он участвовал в создании Ассамблеи чеченцев Европы. Он является организатором и участником общественно-политических акций чеченцев в Европе. Выступает за независимость Чеченской республики Ичкерия от России, в частности призывает к объединению для достижения общей цели руководителей разных групп чеченских сторонников независимости, проживающих в странах Европы. В 2021 году он активизировал свою деятельность в этой области. В декабре 2021 года он стал руководителем Комитета по защите Государственной основы Чеченской Республики Ичкерия «Толам» (КЗ ГО «Победа»), целью которого является объединение чеченских политических организованных сил в Европе, выступающих за независимость Чеченской Республики от России.

### Полномасштабное вторжение России на Украину
После начала широкомасштабного вторжения России на Украину 24 февраля 2022 года выступил с видеобращением в поддержку Украины. В марте вместе с сыном президента Ичкерии Аслана Масхадова Анзором Масхадовым отправился в Украину с дипломатической миссией, где встретился с высокопоставленными должностными лицами украинского правительства в Киеве, а также с чеченскими добровольцами из батальона имени Шейха Мансура, которые воюют на Украинской стороне.
8 мая 2022 года выступил в роли одного из представителей самопровозглашенной «Чеченской Республики Ичкерия» на Форуме свободных народов России, прошедшем в польском городе Варшава. 22—24 июля 2022 года участвовал в аналогичном форуме в чешском городе Прага. В конце июня 2022 года он был участником второго съезда чеченцев Европы в Страсбурге, организованного рядом чеченских политических и общественных объединений с целью поддержки Украины.

## Семья
Женат, имеет пятерых детей, двое из которых поступили в Парижский университет в 2020 году. Двое его братьев погибли в боевых действиях с российскими войсками.

## Публикации
- Джамбулат Сулейманов. «Неисторические» нахчи[20].
- Джамбулат Сулейманов. Мы — единый народ[21].
- Джамбулат Сулейманов. Незавершенная война[22][23].
- Джамбулат Сулейманов. Корень неудач Ичкерии[24].
- Джамбулат Сулейманов. Потомки Ноя: из прошлого в будущее" (2001)[3].
- Джамбулат Сулейманов. «Мир с вершин Кавказа»[3].
- Джамбулат Сулейманов. «Галерея памяти» (соавтор)[3].
- Джамбулат Сулейманов. «Лехамашкахь» («В поисках»)[3].
- Джамбулат Сулейманов. «Золотой век» чеченской лесной демократии[25].